# Прапор Ніуе
Державний прапор Ніуе прийнятий 15 жовтня 1974 року. Являє собою прямокутник жовтого кольору, у крижі якого розміщено прапор Великої Британії з однією великою і чотирма малими зірками, що утворюють ромб.

## Визначення
З Акту про прапор Ніуе 1975: «Державним прапором Ніуе повинен бути золотисто-жовтий прапор, на верхньому кантоні якого біля підйомника розміщено прапор Співдружності, широко відомого як Юніон Джек. На ньому зображено по дві п'ятипроменеві жовті зірки на вертикальній і горизонтальній лініях та синій диск у центрі, що містить більшу п'ятипроменеву жовту зірку»

## Символізм
Золотисто-жовтий колір полотна прапора символізує теплі почуття, які відчувають жителями Ніуе до Нової Зеландії і її громадян.
Прапор Великої Британії в крижі символізує тісні зв'язки Ніуе з Великою Британією: 20 квітня 1900 року над островом був встановлений британський протекторат. Криж займає 1/4 частину прапору.
Чотири маленькі зірки символізують сузір'я Південний Хрест і Нову Зеландію, під управлінням якої Ніуе перебуває з 1901 року .
Велика зірка в синьому колі символізує самоврядний статус Ніуе, яке з усіх боків оточене водами океану.
Таким чином прапор Ніуе є поєднанням прапорів Нової Зеландії та Великої Британії.

## Історичний прапор

Прапор Нової Зеландії, якій належав Ніуе (1901 — 19 жовтня 1974)